# Удон (Атлантическая Луара)
Удон (фр. Oudon) — коммуна на западе Франции, находится в регионе Пеи-де-ла-Луар, департамент Атлантическая Луара, округ Шатобриан-Ансени, кантон Ансени. Расположена в 23 км к северо-востоку от Нанта и в 58 км к западу от Анже, в 11 км от автомагистрали А11, на правом берегу реки Луара, в месте впадения в нее реки Авр. В южной части коммуны находится железнодорожная станция Удон линии Тур–Сен-Назер.
Население (2017) — 3 805 человек.

## История
Первое упоминание об Удоне относится к IV веку. Поселение было основано на древней римской дороге из Бреста в Орлеан, пересекавшей в этом месте реку Авр. В 846 году по приказу бретонского герцога Номиноэ здесь был построен первый замок. 
Стратегическое положение Удона было очень важным: расположенный напротив замка Шамтосо, он контролировал движение по Луаре и вместе с Ансени блокировал подступы к Нанту из Анжу. Как и Ансени, он неоднократно подвергался осаде: в 1174 году Генрихом II Плантагенетом, в 1214 году Иоанном Безземельным и в 1230 и 1234 годах Людовиком IX.
В Средние Века Удон принадлежал сеньорам из младшей ветви семейства Шатожирон. В XIV веке они построили новый замок ближе к Луаре.
Во время Второй мировой войны мост через Луару был военной целью. В июне 1940 года он был впервые поврежден французской армией, которая попыталась взорвать его, чтобы затормозить продвижение немцев, но те сумели восстановить движение по мосту уже в октябре 1941 года. 20 и 22 июля 1944 года мост подвергся бомбардировке союзников, но средневековая кладка снова выдержала. В конце концов немцы взорвали его 8 августа 1944 года. Новый мост на этом месте был построен только в 1976 году.

## Достопримечательности
- Шато Удон XIV-XV веков с прекрасно сохранившейся башней
- Руины первого замка выше по течению Авра
- Церковь Святого Мартина

## Экономика
Структура занятости населения:
- сельское хозяйство — 5,6 %
- промышленность — 6,3 %
- строительство — 11,6 %
- торговля, транспорт и сфера услуг — 33,5 %
- государственные и муниципальные службы — 43,0 %

Уровень безработицы (2017 год) — 8,8 % (Франция в целом — 13,4 %, департамент Атлантическая Луара — 11,6 %). 

Среднегодовой доход на 1 человека, евро (2017 год) — 22 910 (Франция в целом — 21 110, департамент Атлантическая Луара — 21 910).

## Демография
Динамика численности населения, чел.

## Администрация
Пост мэра Удона с 2014 года занимает Ален Бургуэн (Alain Bourgoin). На муниципальных выборах 2020 года возглавляемый им независимый блок победил в 1-м туре, получив 59,63 % голосов.
| Период | Период | Фамилия      | Партия | Примечания       |
| ------ | ------ | ------------ | ------ | ---------------- |
| 1959   | 1971   | Жозеф Дюран  |        | ремесленник      |
| 1971   | 1983   | Жан Летертр  |        | коммерсант       |
| 1983   | 2001   | Луи Моро     |        | разнорабочий     |
| 2001   | 2014   | Мишель Дюпон |        |                  |
| 2014   |        | Ален Бургуэн |        | научный работник |

## Города-побратимы
- Батистон, Великобритания
- Зиммерталь, Германия

## Галерея

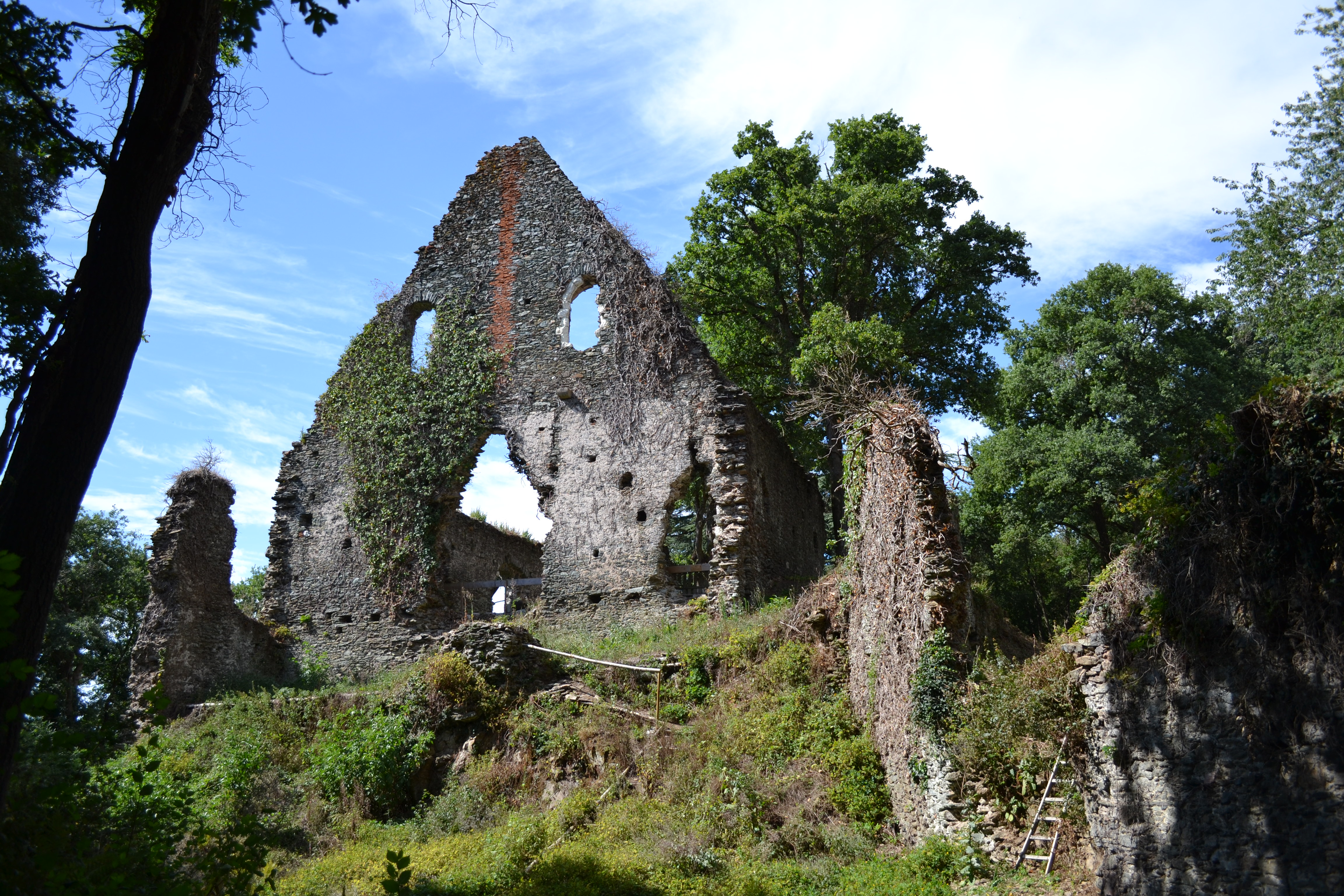
Развалины старого замка
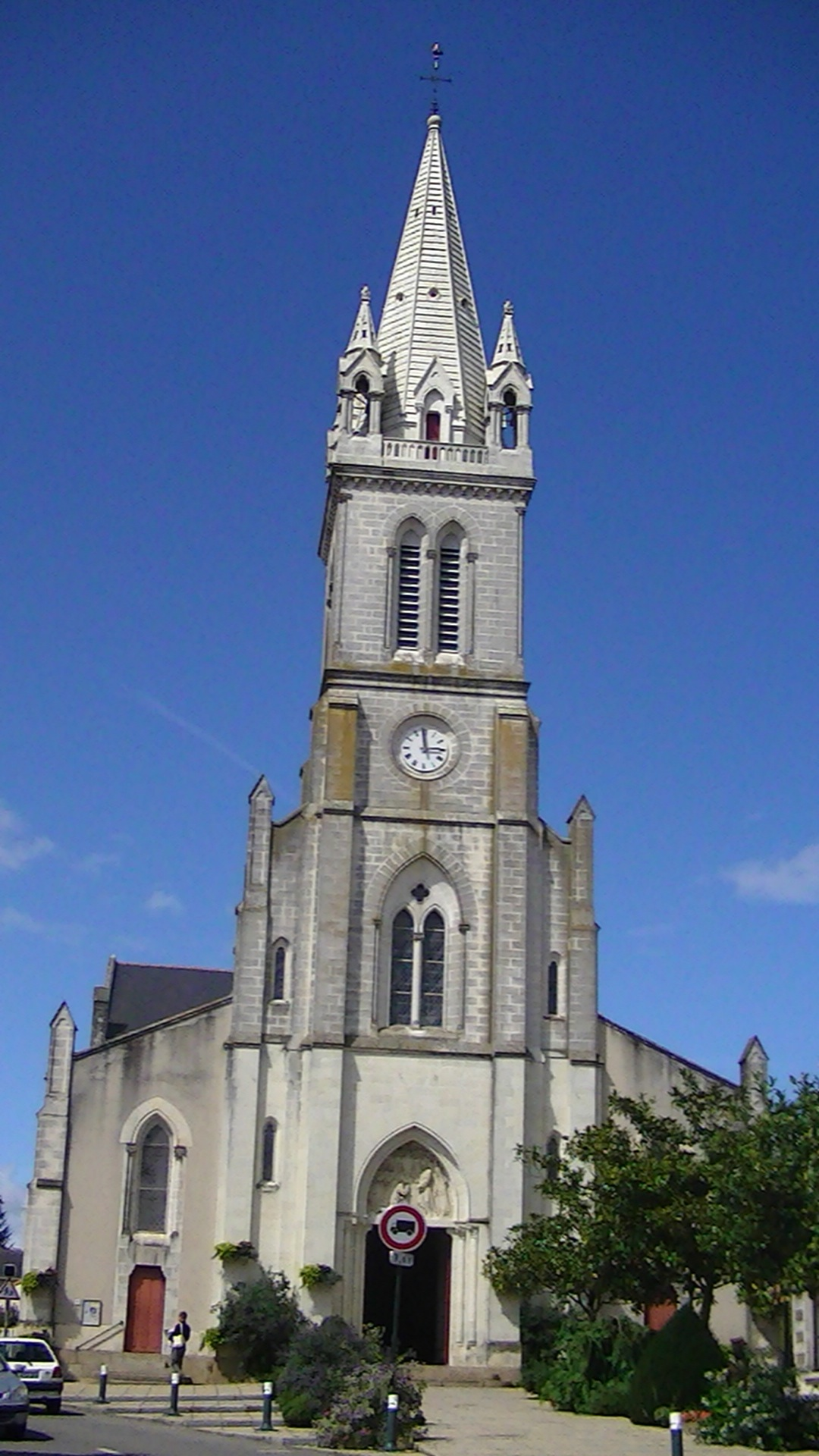
Церковь Святого Мартина
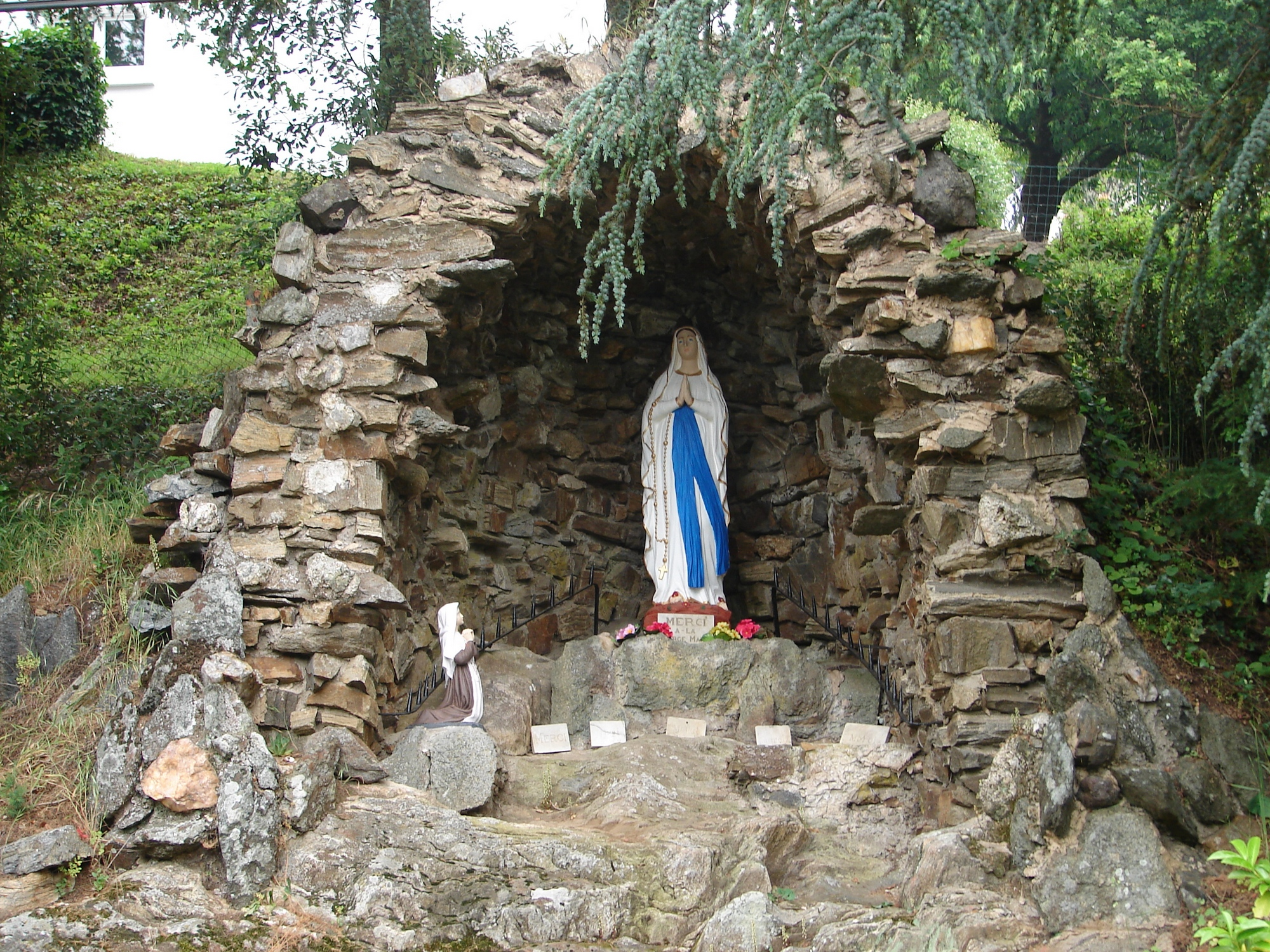
Грот Лурд
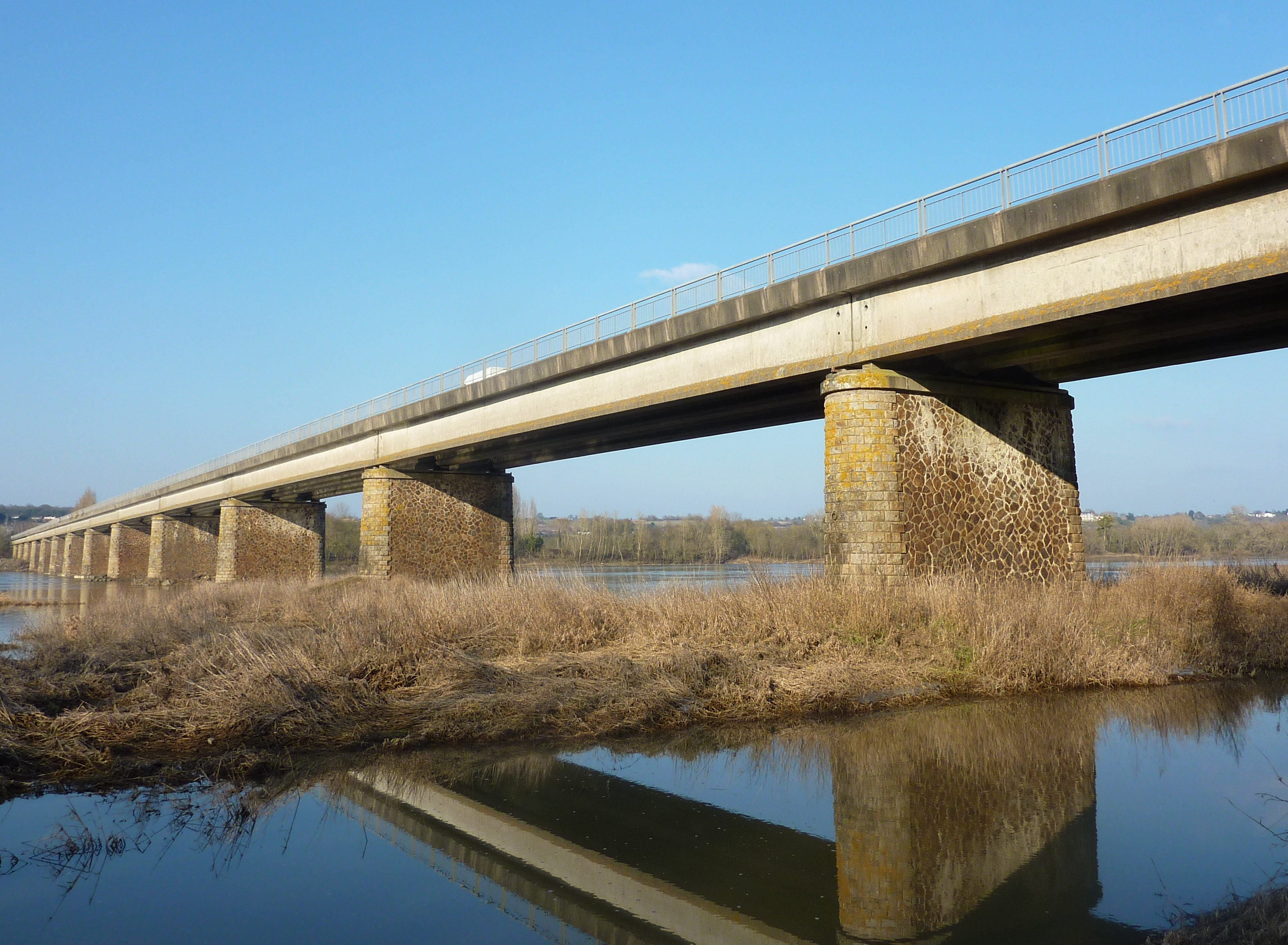
Мост Шамтосо через Луару